# Me voy para el sur
Me voy para el sur es el cuarto álbum solista del músico argentino JAF, editado en 1992 por RCA/BMG. 

## Historia
Luego de lograr un éxito masivo con su tercera placa, Salida de emergencia, JAF se dirige a los Estados Unidos, donde registra su cuarta placa como solista.

## Composición y grabación
Todos los temas del disco fueron compuestos, letra y música, por JAF, a excepción de "Matándome suavemente", que es una adaptación de "Killing Me softly" de Charles Fox y Norman Gimbel. 
El álbum fue grabado en los estudios Old House y Power Station de Nueva York, y para esta ocasión JAF contó con la participación de grandes sesionistas como Steve Ferrone, Graham Hawthome, Frank Centeno, Willy Lee, Mark Fineberg y Daniel Freiberg, quien además se encargó de la dirección artística.
Este álbum alcanzó la certificación de “disco de oro”.
La tapa del álbum muestra una foto del artista caminando con su guitarra en la mano, dentro de un recuadro donde aparecen su nombre y el título del álbum.

## Lista de canciones
Todas las canciones compuestas por JAF salvo indicación contraria.

| N.º | Título                                               | Duración |  |
| 1.  | «El gallo negro»                                     |          |  |
| 2.  | «Freddie King»                                       |          |  |
| 3.  | «Tal vez mañana brille el sol»                       |          |  |
| 4.  | «Quiero darte mi amor»                               |          |  |
| 5.  | «Mi negro dolor»                                     |          |  |
| 6.  | «El zapatero»                                        |          |  |
| 7.  | «Matándome suavemente (Charles Fox y Norman Gimbel)» |          |  |
| 8.  | «Me voy para el sur»                                 |          |  |
| 9.  | «Blues para él»                                      |          |  |
| 10. | «Vamos a hacerlo, nena»                              |          |  |
| 11. | «Solo una vez más»                                   |          |  |
| 12. | «Canción de cuna»                                    |          |  |
| 13. | «Hecatombre»                                         |          |  |

## Créditos
- JAF: guitarra eléctrica, voz
- Daniel Freiberg:  piano, hammond, sintetizadores y percusión
- Steve Ferrone: batería
- Graham Hawtorne: batería y percusión
- Frank Centeno: bajo
- Will Lee: bajo
- Mark Fineberg: saxos
- Myriam Valle y Kelly Sae: coros
- Chuck Cavanaugh: pandereta